# Can Sunyer (Maçanet de Cabrenys)
Can Sunyero el Mas Sunyer és un mas a 2,5 quilòmetres a llevant del poble de Maçanet de Cabrenys (l'Alt Empordà).
Forma un conjunt de dos masos adossats per la testa que defineixen una planta rectangular orientada de llevant a ponent. La casa de ponent consta de planta baixa, planta pis i golfes. Aquesta casa té l'accés a la planta baixa a través de dos arcs de mig punt, a sobre dels quals hi ha una galeria del primer pis amb tres arcs, també de mig punt. Les obertures de les golfes són del mateix estil d'arc. La casa de llevant, consta de planta baixa i planta pis. L'accés està situat a la façana de llevant. Les obertures estan emmarcades amb pedres ben tallades i algunes presenten motllures. Les cobertes, a dues aigües, estan suportades per cairats de fusta.